# Tây hóa

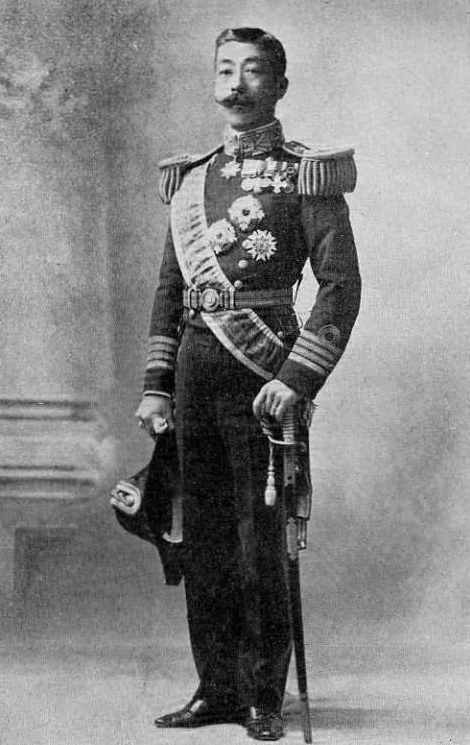
Một ví dụ về sự Tây hóa: Thời kỳ Minh Trị, Nhật Bản, Thân vương Yorihito Higashifushimi trong bộ đồng phục hải quân phương Tây điển hình với găng tay trắng, cầu vai, huân chương và mũ

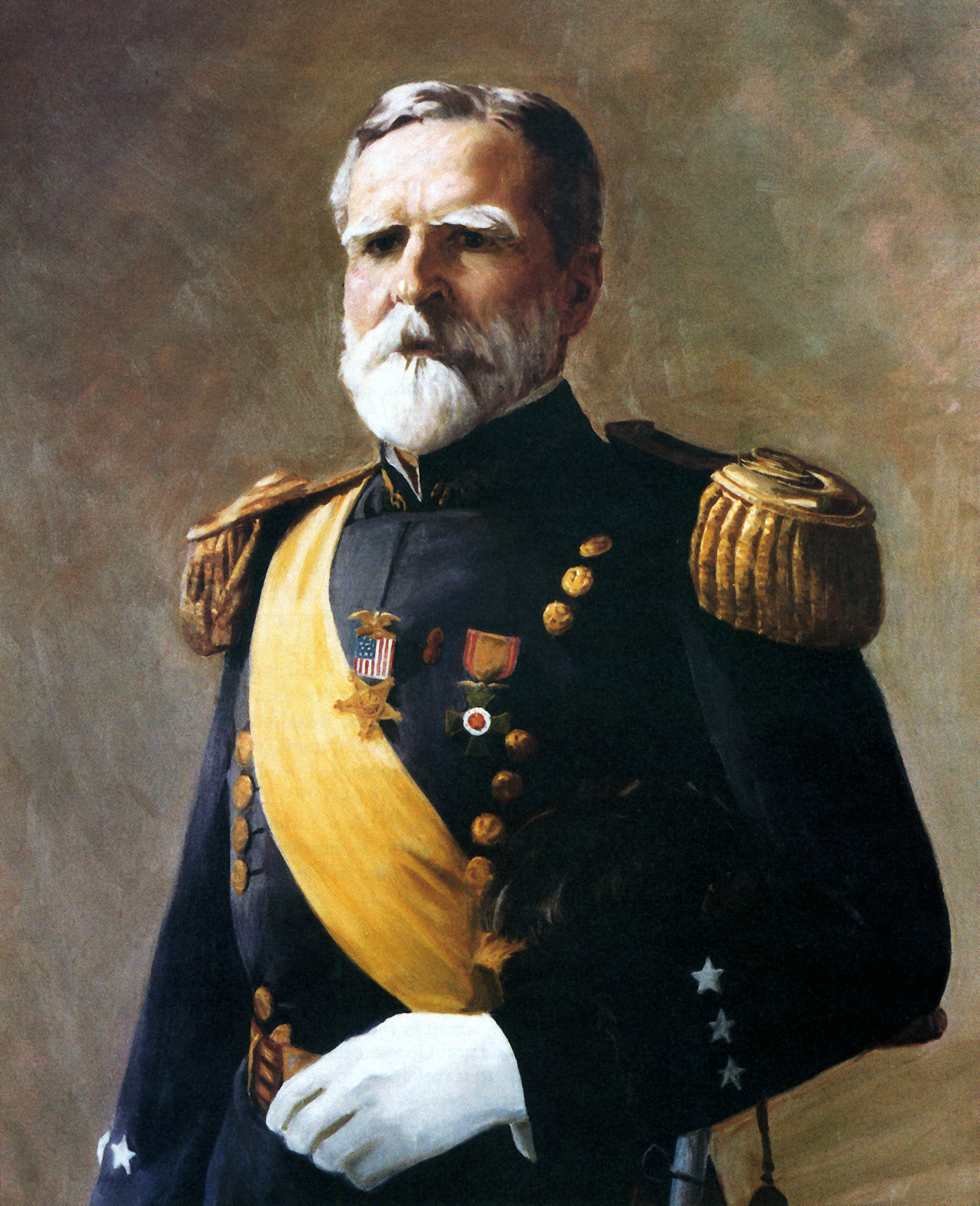
Tương tự với đồng phục của Đại tướng Hoa Kỳ John C. Bates.

Tây hóa (tiếng Anh: Westernization / Westernisation) hay còn được hiểu là Âu hóa (tiếng Anh: Europeanization / Europeanisation) hoặc Tây phương hóa (tiếng Anh: occidentalization / occidentalisation) là một quá trình mà các xã hội chịu ảnh hưởng hoặc tiếp nhận văn hóa phương Tây trong các lĩnh vực như công nghiệp, công nghệ, luật pháp, chính trị, kinh tế, lối sống, chế độ ăn uống, trang phục, ngôn ngữ, bảng chữ cái, tôn giáo, triết học và các giá trị.

## Định nghĩa

### Tây hóa ở châu Á
Tại các nước Đông Á, Tây hóa có thể được gọi là Âu phong Á vũ (tiếng Trung: 歐風亞雨, tiếng Anh: European wind'n Asian rain, tiếng Pháp: Vent européen et pluie asiatique) là một thuật ngữ do các nhà kỹ trị đặt cho sự giao thoa giữa phương Tây và phương Đông dẫn đến những chuyển biến xã hội ở Đông Á trong giai đoạn từ cuối thế kỷ XIX cho đến hậu Đệ nhị Thế chiến.

## Lịch sử

### Giai đoạn trỗi dậy
Thời kỳ Âu hóa đánh dấu bước chuyển mình từ hình thái xã hội Á Đông thuần túy sang Âu hóa dưới tác động mãnh liệt của trào lưu thực dân Tây phương, gồm các quốc gia bị đe dọa, đã tùy thuộc hoặc còn giữ được tự chủ chính trị nhưng dần thỏa hiệp về văn hóa để đạt thuận lợi tức thì về kỹ nghệ - mậu dịch. Một cách tự nhiên không dè dặt, giới tinh hoa trí thức với đa số xuất thân từ tầng lớp Nho học đã mạnh mẽ cổ xúy sự canh tân về tập quán để dần bắt kịp sức tiến triển của hoàn cầu. Họ tận dụng các phương tiện như diễn thuyết, ra báo chí, viết sách, vận động hành lang chính trị và cả du lịch khắp thế giới; tất cả những động thái ấy khiến xuất hiện một tầng lớp gọi là tân học để đối đầu cựu học, tuy rằng đã tồn tại một lực lượng trí thức khác trung dung hơn nhưng dần dà cũng bị cuốn vào trào lưu mới.
Các sự kiện chính trị dồn dập như thắng lợi võ trang của Đại Hàn đế quốc trước người Pháp năm 1866 hay hoàng quân Nhật Bản trước người Nga năm 1905, và tột đỉnh là Cách mạng Tân Hợi khiến Trung Hoa thành thể chế dân quốc cộng hòa tiên phong tại Đại Đông Á đã khích lệ bội phần các thế lực muốn làm thay đổi hiện trạng lạc hậu của xã hội Á Đông. Mấy sự kiện tiêu biểu khác:
- Minh Trị duy tân tại Nhật Bản
- Bách nhật duy tân, Đồng Trị duy tân và Tân văn hóa vận động tại Trung Hoa
- Canh tân Chulalongkorn tại Xiêm La
- Phong trào Duy Tân và Đông Du tại An Nam

### Giai đoạn đỉnh cao
Thời này hiện diện một vài quốc gia hoặc thành thị nổi lên như điểm tụ hội của sự giao thoa Á-Âu, như:
- Trung Quốc: Cáp Nhĩ Tân, Thẩm Dương, Bắc Bình, Thanh Đảo, Thượng Hải, Nam Kinh, Quảng Đông.
- Nhật Bản: Tokyo, Yokohama, Osaka, Nagashaki, Hiroshima, Keijo, Fuzan, Taiho.
- Đông Dương: Sài Gòn, Biên Hòa, Hà Nội, Hải Phòng, Nam Định.
- Nam Dương: Jakarta, Palembang.

Ngoài ra còn có Hương Cảng, Ma Cao, Manila, Bangkok, Kuala Lumpur...

## Tây hóa tại Việt Nam

### Chữ Viết
Trước khi thực dân Pháp xâm lược Việt Nam, chữ viết của người Việt là chữ Hán và chữ Nôm. Trong thời kỳ Pháp thuộc, chữ Hán Nôm và Nho học mai một dần, chuyển sang sử dụng hệ chữ Latinh. Tiến sĩ Mai Bá Triều và Phạm Thị Tuyết Anh trong bài viết với nhan đề “Sự bức tử chữ Hán – Nôm” cho rằng: “Dân tộc Việt Nam không hề tự từ bỏ chữ viết Hán – Nôm truyền thống của mình” và kết luận “bức tử chữ Hán – Nôm” là do chính quyền thực dân Pháp ... “bằng những thông cáo và sau cùng là “Quy chế chung của Bộ giáo dục Pháp quốc – Bản xứ” chữ viết Hán – Nôm đã bị xoá bỏ hoàn toàn, để thay vào đó là chữ viết Việt – La tinh (hay còn gọi là quốc ngữ)” (tr. 13).
Tuy nhiên, phản bác lại quan điểm này, Vũ Thế Khôi trong bài "Ai "bức tử" chữ Hán - Nôm?" đăng trên Tạp chí Ngôn ngữ và đời sống số 6 (164)-2009 cho rằng: do nhiều yếu tố lịch sử, sự tiện lợi của chữ Latinh nên người Việt đã chủ động lựa chọn loại chữ này làm chữ Quốc ngữ và đây là quyết định đúng đắn.

### Lối sống
Phong trào Âu hóa ở Việt Nam thời kỳ này được đánh giá là nó không đi vào giải quyết vấn đề cốt lõi mà chỉ thay đổi những cái bề mặt như phong cách ăn mặc, lối ăn chơi. Nó không hủy bỏ hủ tục cần loại bỏ nhưng lại hủy bỏ các nét văn hóa, nét cổ phong vốn cần được giữ gìn.
Tiến sĩ N.I.Nikulin, trong bài nghiên cứu được dịch và đăng trên báo Công An Nhân dân, đó là: "thứ chủ nghĩa "gia trưởng" mà bọn thực dân và tay sai người Việt đã du nhập vào Việt Nam, thứ chủ nghĩa đã gạt bỏ những nề nếp của dân tộc, học đòi một cách hình thức nền văn hóa phương Tây..."

Thực trạng về phong trào Âu hóa, tân thời đã được đề cập đến như một vấn nạn trong các tác phẩm của nhà văn Vũ Trọng Phụng, đơn cử tác phẩm "Số đỏ", trong đó theo phân tích của Từ điển văn học:
Số đỏ lên án gay gắt cái xã hội tư sản thành thị Việt Nam đang chạy theo lối sống văn minh rởm hết sức lố lăng đồi bại đương thời. Tác giả đã đả kích cay độc các phong trào "Âu hóa", "thể thao", "giải phóng nữ quyền" đang phát triển rầm rộ khi ấy, nhân danh "văn minh", "tiến bộ", "cải cách xã hội" mà thực chất chỉ là ăn chơi trụy lạc, làm tiền, chà đạp trắng trợn lên mọi nền nếp đạo đức truyền thống...

## Tây hóa tại một số quốc gia
Quá trình Tây hóa là nhờ đó mà các xã hội chịu ảnh hưởng hoặc tiếp nhận văn hóa phương Tây trong các lĩnh vực như công nghiệp, công nghệ, luật pháp, chính trị, kinh tế, lối sống, chế độ ăn uống, trang phục, ngôn ngữ, bảng chữ cái, tôn giáo, triết học và các giá trị.
Những quốc gia dưới đây đã trải qua một sự ảnh hưởng đáng kể bởi quá trình Tây hóa:
- Thổ Nhĩ Kỳ.
- Israel.[11][12] Mặc dù về mặt địa lý thì Israel nằm ở vùng Trung Đông, phía nam của Liban nhưng Israel có nhiều người nhập cư người Do Thái đến từ các nước phương Tây như Hoa Kỳ, Canada, Vương quốc Anh, Pháp và Đức. Israel là một thành viên của OECD, thường là thành viên của các tổ chức châu Âu về những sự kiện thể thao và văn hóa như UEFA và Cuộc thi Ca khúc Truyền hình châu Âu (Eurovision Song Contest). Theo Sammy Smooha, giáo sư danh dự về xã hội học tại Đại học Haifa thì Israel được mô tả là một quốc gia "lai", "nửa Tây", hiện đại và phát triển. Qua thời gian, ông ta thừa nhận Israel sẽ "càng ngày càng trở nên Tây hơn". Nhưng vì hệ quả của xung đột Ả Rập-Israel đang diễn ra thì việc Tây hóa hoàn toàn sẽ là một quá trình chậm chạm ở Israel.[12]
- Liban.
- Nhật Bản và  Hàn Quốc. Mặc dù về mặt địa lý thì Nhật Bản và Hàn Quốc nằm ở khu vực Đông Á nhưng họ có thể chế chính trị dân chủ, nền kinh tế thị trường tự do, mức sống cao và những đóng góp lớn cho khoa học và công nghệ phương Tây, và có thể được coi là những quốc gia "lai", "nửa Tây", hiện đại và phát triển.
- Hồng Kông,  Ma Cao,  Singapore và  Trung Hoa Dân Quốc (Đài Loan). Do ảnh hưởng mạnh của văn hóa châu Âu ở những nơi như Hồng Kông, Ma Cao, Singapore và Đài Loan nên có thể nói rằng những vùng lãnh thổ và quốc gia này đã đạt được sự Tây hóa.
- Philippines. Do ảnh hưởng mạnh của văn hóa châu Âu ở những nơi như Philippines nên có thể nói rằng quốc gia này đã đạt được sự Tây hóa. Hơn nữa, số người theo đạo Kitô chiếm khoảng 90% dân số ở Philippines.
- Cộng hòa Nam Phi.